# Bupleurum martjanovii
Bupleurum martjanovii là một loài thực vật có hoa trong họ Hoa tán. Loài này được Krylov mô tả khoa học đầu tiên năm 1903.